# Línia evolutiva de Kabuto
Aquesta línia evolutiva de Pokémon inclou Kabuto i Kabutops.

## Kabuto
Kabuto és una de les espècies que apareixen a la franquícia Pokémon, una sèrie de videojocs, anime, mangues, llibres, cartes col·leccionables i altres mitjans que va ser inventada per Satoshi Tajiri i ha generat milers de milions de dòlars en beneficis per a Nintendo i Game Freak. És de tipus roca i aigua. Evoluciona en Kabutops. En el joc Pokémon Go es necessiten 50 caramels de Kabuto per evolucionar-lo a Kabutots.

## Kabutops
Kabutops és una de les espècies que apareixen a la franquícia Pokémon, una sèrie de videojocs, anime, mangues, llibres, cartes col·leccionables i altres mitjans que va ser inventada per Satoshi Tajiri i ha generat milers de milions de dòlars en beneficis per a Nintendo i Game Freak. És de tipus roca i aigua. Evoluciona de Kabuto.